# Mário dos Santos Júnior
Mário José dos Santos Júnior (Cubatão, 10 de setembro de 1979) é um atleta brasileiro da modalidade marcha atlética.
Foi medalha de prata nos Jogos Pan-Americanos de 2003 em Santo Domingo, na modalidade marcha atlética de 50 km.
Participou das Olimpíadas de Atenas em 2004, alcançando a 40ª colocação.
Participou das Olimpíadas de Pequim em 2008 e das Olimpíadas do Rio em 2016.
Integrou a delegação que disputou os Jogos Pan-Americanos de 2011 em Guadalajara, no México.